# Zuidelijke aardbeivlinder
De Zuidelijke aardbeivlinder (Pyrgus malvoides) is een vlinder uit de familie van de dikkopjes (Hesperiidae). De wetenschappelijke naam is voor het eerst gepubliceerd in 1897 door Henry John Elwes en William Henry Edwards. De Zuidelijke aardbeivlinder lijkt zeer sterk op de Aardbeivlinder en kan alleen met zekerheid van deze soort worden onderscheiden door genitaliënonderzoek. Beide soorten zijn zeer sterk aan elkaar verwant en kunnen op plaatsen waar ze beide voorkomen onderling met elkaar kruisen.

## Beschrijving

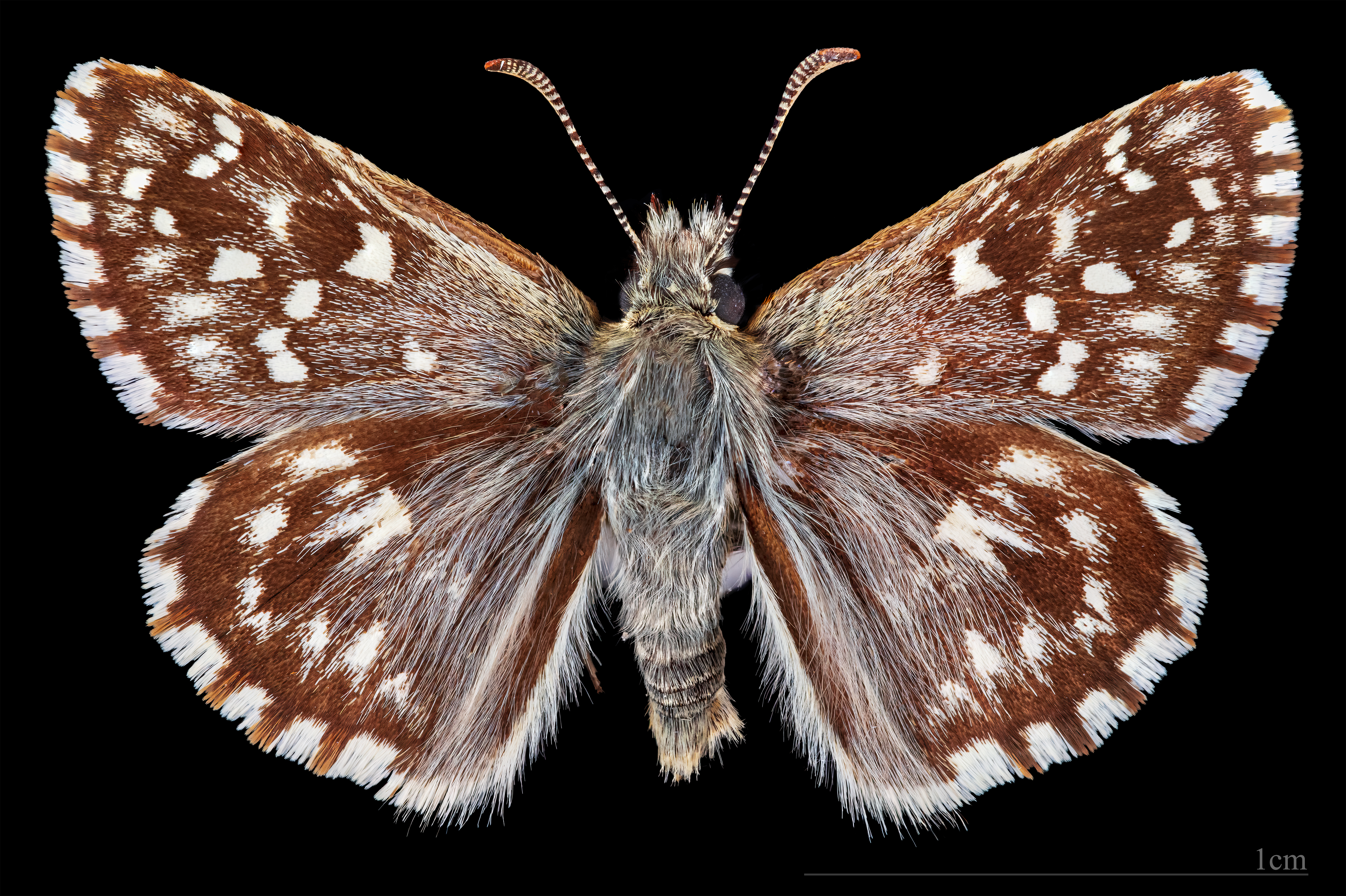
Pyrgus malvoide ♂
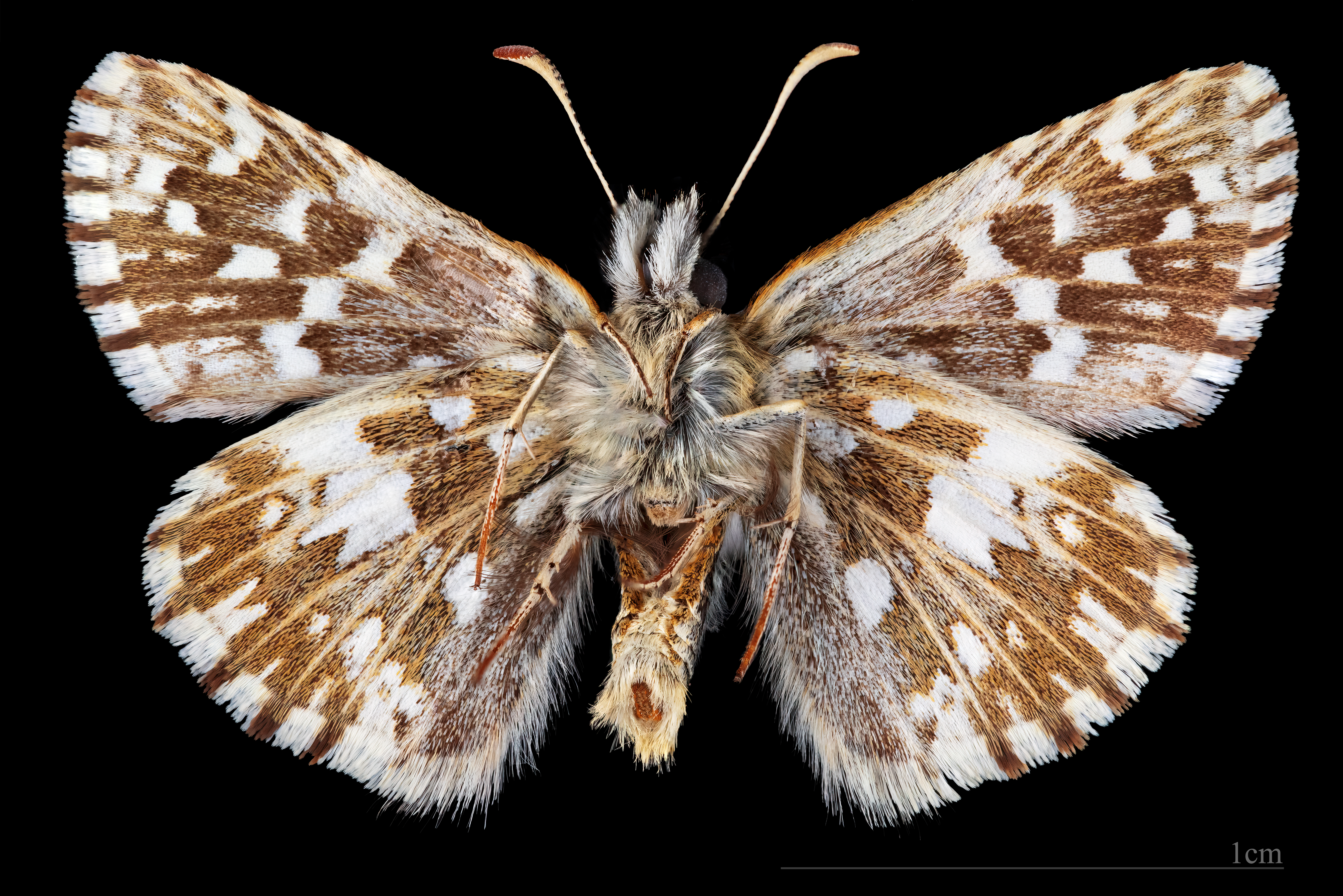
Pyrgus malvoide ♂  △

## Verspreiding
De soort komt voor in Zuid-Duitsland, Zwitserland, Liechtenstein, Oostenrijk, Frankrijk (vasteland), Portugal, Spanje (vasteland), Italië (vasteland en Sicilië) en Slovenië.

## Levenscyclus
De vliegtijd in twee generaties van april tot in juni en van eind juli tot in augustus. Vlinders die op grotere hoogten verblijven vliegen in één generatie van juni tot in juli. De soort overwintert als pop.

## Waardplanten
De rups leeft uitsluitend op soorten van de rozenfamilie (Rosaceae).
- Potentilla tabernaemontani
- Potentilla pusilla
- Potentilla erecta
- Potentilla aurea
- Potentilla reptans
- Potentilla rupestris
- Potentilla argentea
- Potentilla grandiflora
- Potentilla hirta
- Potentilla pensylvanica
- Potentilla recta
- Fragaria vesca
- Alchemilla hybrida
- Agrimonia eupatoria
- Filipendula vulgaris
- Geum montanum
- Rubus caesius
- Rubus idaeus
- Rubus ulmifolius
- Sanguisorba minor